# Patriots Basketball Club
Le Patriots Basketball Club est un club de basket-ball fondé en 2014 et basé à Kigali (Rwanda).
Le club remporte le Championnat du Rwanda en 2016, 2018 et 2019 .